# Delia (Włochy)
Delia – miejscowość i gmina we Włoszech, w regionie Sycylia, w prowincji Caltanissetta.
Według danych na rok 2004 gminę zamieszkiwało 4349 osób, 362,4 os./km².